# 플래시댄스 (뮤지컬)

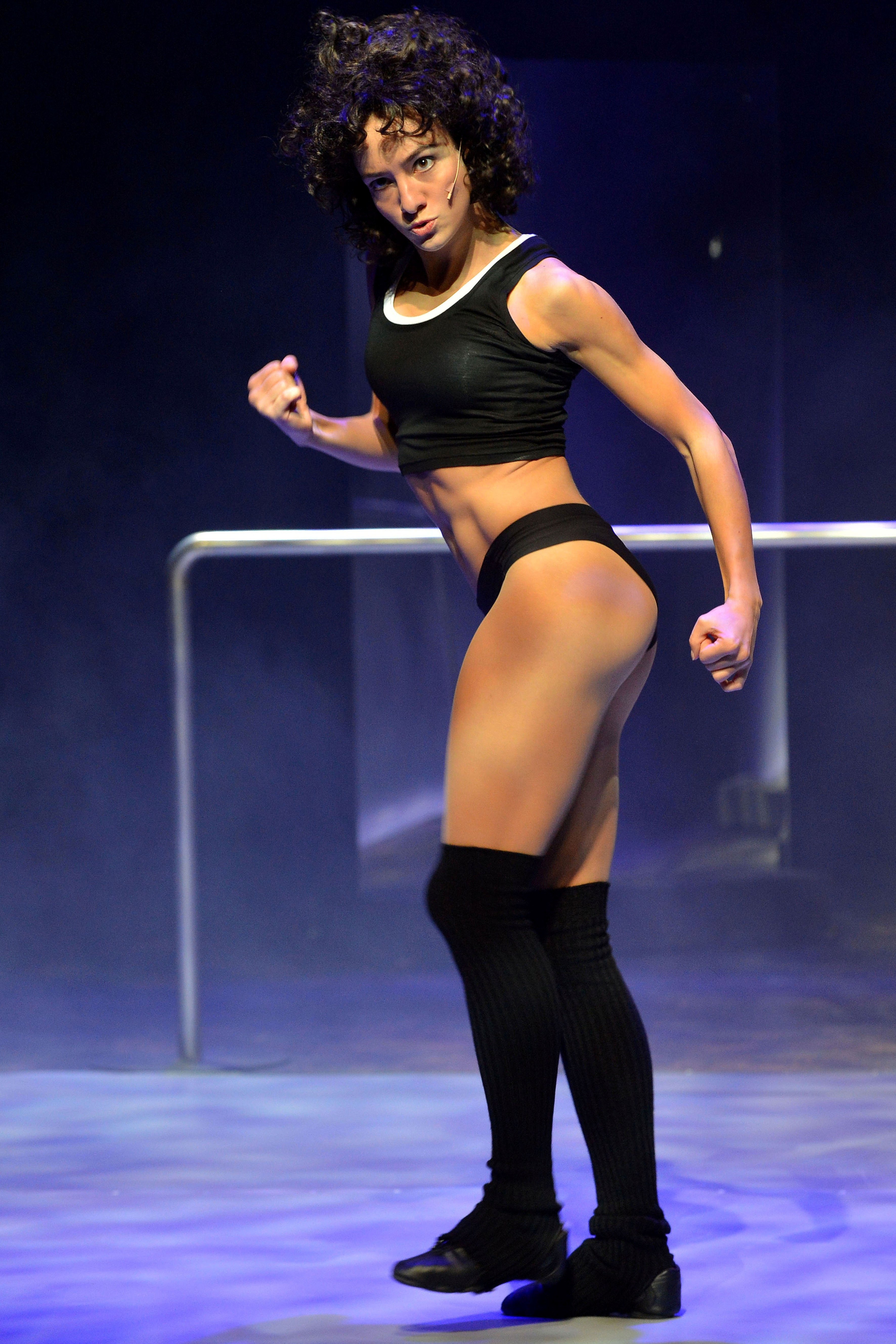

플래시댄스(Flashdance the Musical)는 1983년 개봉된 미국영화 《플래시댄스》를 기반으로 2008년 영국 플리머스의 시어터 로열에서 제작된 뮤지컬이다. 영국에서 만들어진 뮤지컬은 2018년, 제12회 대구국제뮤지컬페스티벌(DIMF)에 공식초청되어 한국내 뮤지컬 팬에게 소개되었고, 2019년 서울 세종문화회관 대극장에서 내한공연 가졌다.

## 줄거리
뮤지컬 플래시댄스는 낮에는 용접공, 밤에는 댄서로 일하면서 댄스 아카데미에 진학해 전문댄서가 되겠다는 꿈을 키우는 알렉스의 성장스토리를 담은 작품이다. 알렉스의 춤에 대한 열정과 함께 제철공장의 사장 아들인 닉과의 로맨스를 함께 그린다.

## 한국 공연
영국 프로덕션의 뮤지컬 '플래시댄스’2018년 제12회 대구국제뮤지컬페스티벌(DIMF)에 공식 초청되었다. 플래시댄스는 페스티벌 시상식인 DIMF어워즈에서 대상과 남녀주연상을 수상하며 3관왕이 되었다. 대구공연 당시 조앤 클리프턴와 벤 애덤스가 남녀주인공을 연기했다. 2019년 서울공연에서는 알렉스 역은 샬롯 구찌가, 닉 역은 영국의 4인조 밴드 '로슨(Lawson)'의 리드싱어 앤디 브라운이 연기했다. 플래시댄스는 서울공연에 이어 부산, 광주, 대구, 대전, 안동 등 지방 순회공연을 이어갔다.